# Uredo adenocaulonis
Uredo adenocaulonis ist eine Ständerpilzart aus der Ordnung der Rostpilze (Pucciniales). Der Pilz ist ein Endoparasit des Korbblütlers Adenocaulon bicolor. Symptome des Befalls durch die Art sind Rostflecken und Pusteln auf den Blattoberflächen der Wirtspflanzen. Sie ist im westlichen Nordamerika verbreitet. Da bislang nur ihre Nebenfruchtform bekannt ist, wird sie in die Formgattung Uredo eingeordnet. Wahrscheinlich gehört sie in die Teleomorphengattung Coleosporium.

## Merkmale

### Makroskopische Merkmale
Uredo adenocaulonis ist mit bloßem Auge nur anhand der auf der Oberfläche des Wirtes hervortretenden Sporenlager zu erkennen. Sie wachsen in Nestern, die als gelbliche bis braune Flecken und Pusteln auf den Blattoberflächen erscheinen.

### Mikroskopische Merkmale
Das Myzel von Uredo adenocaulonis wächst wie bei allen Uredo-Arten interzellulär und bildet Saugfäden, die in das Speichergewebe des Wirtes wachsen. Die Spermogonien und Aecien der Art sind nicht bekannt. Die unterseitig auf den Wirtsblättern wachsenden Uredien des Pilzes sind orangegelb, pulverig und unbedeckt. Ihre hyalinen Uredosporen sind 23–26 × 18–24 µm groß, kugelig bis breitellipsoid und warzig. Die Telien der Art sind unbekannt.

## Verbreitung
Das bekannte Verbreitungsgebiet von Uredo adenocaulonis umfasst lediglich Oregon.

## Ökologie
Die Wirtspflanze von Uredo adenocaulonis ist Adenocaulon bicolor. Der Pilz ernährt sich von den im Speichergewebe der Pflanzen vorhandenen Nährstoffen, seine Sporenlager brechen später durch die Blattoberfläche und setzen Sporen frei. Die Art durchläuft einen makrozyklischen Entwicklungszyklus mit Spermogonien, Aecien, Uredien und Telien. Ob sie einen Wirtswechsel durchmacht, lässt sich mangels Aecien und Spermogonien nicht feststellen.